# Хьюитт, Стивен
Сти́вен (Стив) Хью́итт (англ. Stephen "Steve" Hewitt; род. 15 июля 1958, Мельбурн) — австралийский кёрлингист.
Играет в основном на позициях первого и второго.
В составе мужской команды Австралии участвовал в Олимпийских играх 1992 (где кёрлинг был представлен как демонстрационный вид спорта).
Четырёхкратный чемпион Тихоокеанского региона среди мужчин.

## Достижения
- Тихоокеанско-азиатский чемпионат по кёрлингу: золото (1991, 1992, 1993, 1994), серебро (2002, 2007).
- Чемпионат Австралии по кёрлингу среди мужчин: золото (2024).

## Команды
| Сезон   | Четвёртый    | Третий       | Второй        | Первый        | Запасной                 | Тренер                                | Турниры                                                  |
| ------- | ------------ | ------------ | ------------- | ------------- | ------------------------ | ------------------------------------- | -------------------------------------------------------- |
| 1991—92 | Хью Милликин | Том Кидд     | Дэниел Джойс  | Стивен Хьюитт | Брайан Стюарт (ТАЧ, ЗОИ) |                                       | ТАЧ 1991 · ЗОИ 1992 (демо) (7 место) · ЧМ 1992 (6 место) |
| 1993—94 | Хью Милликин | Том Кидд     | Джеральд Чик  | Стивен Хьюитт | Брайан Джонсон           |                                       | ТАЧ 1993 · ЧМ 1994 (10 место)                            |
| 1994—95 | Хью Милликин | Стивен Джонс | Джеральд Чик  | Стивен Хьюитт | Брайан Джонсон (ЧМ)      |                                       | ТАЧ 1994 · ЧМ 1995 (8 место)                             |
| 1995—96 | Хью Милликин | Стивен Джонс | Джеральд Чик  | Энди Кэмпбелл | Стивен Хьюитт            |                                       | ЧМ 1996 (10 место)                                       |
| 1996—97 | Хью Милликин | Джеральд Чик | Стивен Джонс  | Стивен Хьюитт | Джонатан Уэйд (ЧМ)       |                                       | ТАЧ 1996 · ЧМ 1997 (7 место)                             |
| 1997—98 | Хью Милликин | Тревор Шумм  | Джон Терио    | Стивен Джонс  | Стивен Хьюитт            |                                       | ЧМ 1998 (9 место)                                        |
| 2002—03 | Хью Милликин | Иэн Палангио | Джон Терио    | Стивен Джонс  | Стивен Хьюитт            |                                       | ТАЧ 2002                                                 |
| 2004—05 | Иэн Палангио | Хью Милликин | Джон Терио    | Стивен Джонс  | Стивен Хьюитт            |                                       | ЧМ 2005 (10 место)                                       |
| 2007—08 | Иэн Палангио | Хью Милликин | Шон Холл      | Стивен Джонс  | Стив Хьюитт              | Эрл Моррис (ЧМ), Rob Gagnon (ТАЧ, ЧМ) | ТАЧ 2007 · ЧМ 2008 (6 место)                             |
| 2008—09 | Иэн Палангио | Хью Милликин | Шон Холл      | Стивен Джонс  | Стив Хьюитт              | Эрл Моррис                            | ТАЧ 2008 (5 место)                                       |
| 2011—12 | Хью Милликин | Джон Терио   | Стивен Хьюитт | Rob Gagnon    | Wyatt Buck               |                                       | ЧМВ 2012 (7 место)                                       |
| 2012—13 | Хью Милликин | Джим Аллан   | Стивен Хьюитт | Dan Hogan     | Wyatt Buck               |                                       | ЧМВ 2013 (6 место)                                       |
| 2022—23 | Хью Милликин | Стив Джонс   | Geoff Davis   | Tim McMahon   | Стив Хьюитт              | John Anderson                         | ЧМВ 2023 (14 место)                                      |
| 2023—24 | Хью Милликин | Стив Джонс   | Майк Волощук  | John Anderson | Стив Хьюитт              |                                       | ЧАМ 2023 (4 место)                                       |
| 2024—25 | Дин Хьюитт   | Стив Джонс   | Стив Хьюитт   | Хью Милликин  |                          |                                       | ЧАМ 2024                                                 |
| 2024—25 | Дин Хьюитт   | Tanner Davis | Стив Джонс    | Хью Милликин  | Стив Хьюитт              | Perry Marshall                        | ПКЧ 2024 (6 место)                                       |

(скипы выделены полужирным шрифтом)

## Частная жизнь
Член семьи кёрлингистов. Его жена, Линн Хьюитт, родилась и выросла в Канаде, где с детства играла в кёрлинг; когда она вышла замуж за Стивена и они переехали в Австралию, Стивен тоже начал заниматься кёрлингом в 1988 в возрасте 30 лет.
Их сын Дин — тоже кёрлингист. Дин и Линн часто играют вместе в смешанных командах; они выступали как смешанная парная команда Австралии в чемпионатах мира среди смешанных пар 2017 и 2018 — и им не мешала разница в их возрасте, превышающая 30 лет.